# République de Comrat
6 janvier 1906 – 12 janvier 1906
Entités précédentes :
- Empire russe

Entités suivantes :
- Empire russe

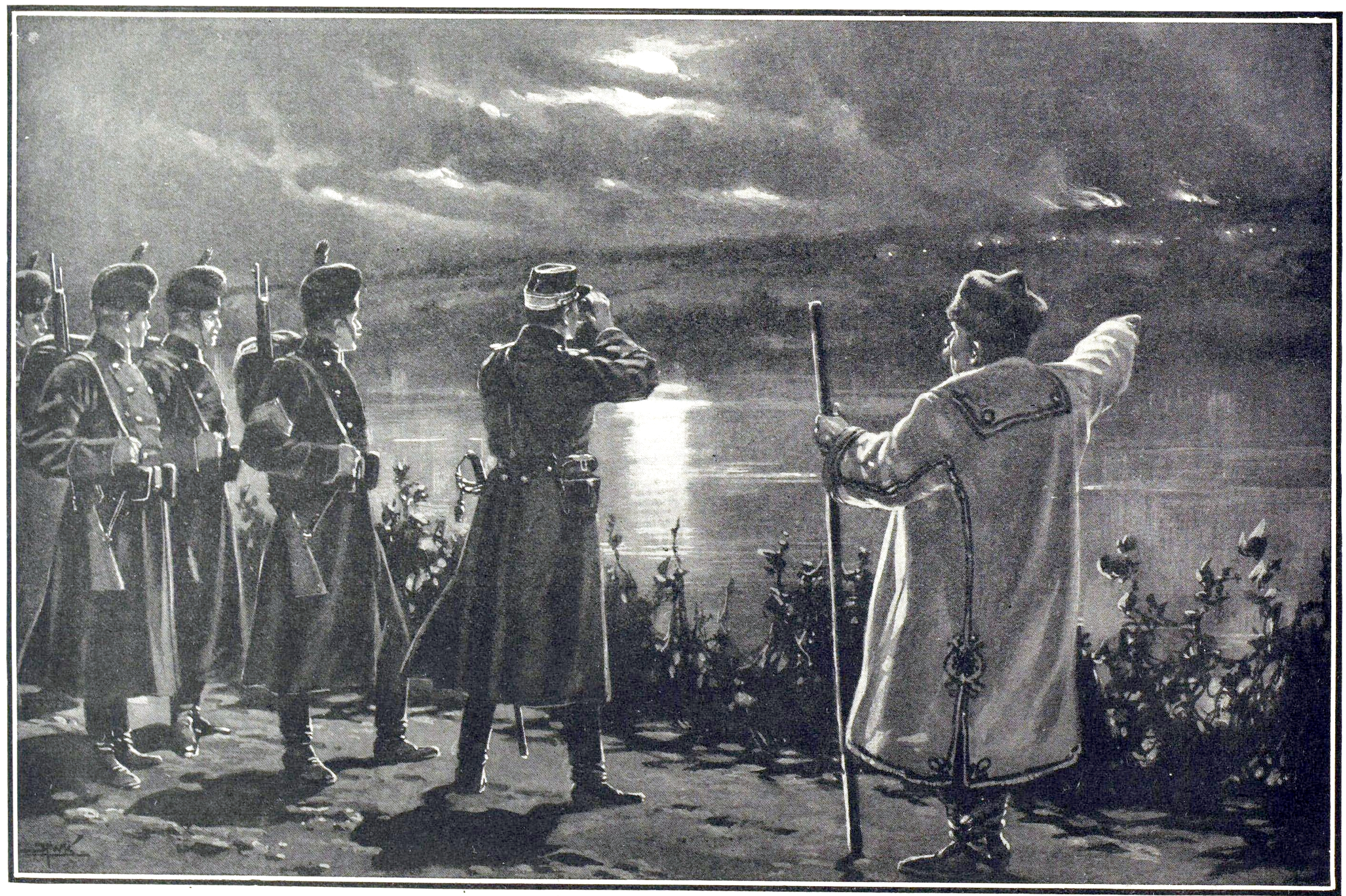
Les feux de la révolution - Des gardes frontières roumains observant les villages en feu au-delà du Prut en Moldavie russe

La république de Comrat (gagaouze : Komrat respublikası, roumain :  Republica de la Comrat, russe : Комратская республика) est la proclamation d'une république autonome locale en Bessarabie russe dans le contexte de l'insurrection paysanne de 1905-1906. Les évènements ont duré du 6 janvier 1906 au 12 janvier 1906 et se sont déroulés à Comrat, en Gagaouzie, à l'époque dans l'ouiezd de Bender (Tighina), pendant la révolution russe de 1905.

## Histoire
En 1905, les troubles de la révolution russe de 1905 atteignent la Bessarabie. Les paysans moldaves, gagaouzes et autres se soulèvent et sont réprimés par les cosaques du Tzar,.
Un étudiant de l'Institut polytechnique de Kharkov, le socialiste révolutionnaire Andrei Gălățeanu (Андрей Галацан transcrit Andreï Galatsan en russe, ou Андрей Гэлэцяну en cyrillique moldave), crée une organisation clandestine dans le bourg à majorité gagaouze de Comrat dans l'ouiezd de Bender (Tighina). Gălățeanu et ses compagnons de lutte appellent à un gouvernement autonome et à la confiscation des terres aux gros propriétaires terriens. Il est alors arrêté, ce qui provoque des protestations de la population,,.
Le 6 janvier 1906, une manifestation se rassemble à Comrat et se transforme en émeute, les partisans de Gălățeanu se saisissent du commissaire de police et de quelques autres représentants des autorités locales. Les insurgés proclament la république et élisent un comité du district rural, à la tête duquel est placé Gălățeanu. Les premières décisions du comité sont d'abroger des impôts, d'annuler les reconnaissances de dettes et de transférer des terres des propriétaires aux paysans. 
Le 10 janvier 1906 le correspondant du journal « (ru) Русское слово/Roussoïé slovo » indique que « le bourg de Comrat, dont la population est de 10 000 habitants, est aux mains des insurgés. L'autonomie a été proclamée. Les autorités sont démises et arrêtées. Les dragons sont désarmés. Le vice-gouverneur en fuite depuis hier demande d'envoyer un deuxième escadron ».
Au bout de six jours, l'insurrection est réprimée. Par la suite Gălățeanu et d'autres de ses compagnons de lutte sont jugés pour sédition et déportés en Sibérie ; quarante autres personnes sont condamnées à des peines de prison.

## Postérité
Le mouvement s'inscrit dans la révolution russe de 1905 et durant la période soviétique (1940-1991), il est présenté comme socialiste et prolétarien, sans caractère ethnique, l'autonomie étant celle du comité de district (уездый комитет) et non celle d'une ethnie en particulier. Mais depuis la proclamation de la Gagaouzie en 1991, il est appelé « république de Comrat » et présenté comme une préfiguration, certes socialiste mais surtout nationale, de cette entité territoriale créée par les leaders gagaouzes de l'époque, notamment Stepan Topal. Une rue, où se trouve l'Université d'État de Comrat, porte le nom d'Andrei Gălățeanu.